# 圣路易斯华盛顿大学
圣路易斯华盛顿大学（縮寫為WashU）是美国密苏里州圣路易斯市和圣路易斯县的一所頂尖私立研究型大学。其以美國開國元勳和第一任總統喬治·華盛頓命名。
截至 2023 年，华盛顿大学招收了来自全美 50 个州和 110 多个国家的约 16,500 名学生。
在學術排名中，聖路易華盛頓大學長年一直在《美國新聞與世界報導》美國國內大學排名中位於全美前20，2021年排名第14；在全球排名中，2020年世界大學學術排名將聖路易華盛頓大學列為全球第23名，2021年《美國新聞與世界報導》將聖路易華盛頓大學列為全球第33名。截止2020年10月，圣路易斯华盛顿大学共有26位校友及教职工获得诺贝尔奖。體育方面，圣路易斯华盛顿大学是大學運動聯盟（UAA）的成員學校之一。

## 历史
华盛顿大学在1853年由密蘇里州參議員韋曼·克羅和诺贝尔文学奖得主T·S·艾略特的祖父威廉·格林利夫·艾略特在圣路易斯城区共同建立。为一个私人且无宗教联系的学院。
在成立时，大学原名是「Eliot Seminary」（艾略特神学院）。但当时担任牧师的艾略特深怕用自己的名字会影响到学校的非宗教性，于是在1854年校董事会为了纪念乔治·华盛顿，而将校名改为「Washington Institute」。在1857年校名又改为「Washington University」。大学于1859年用华盛顿大学的名义授予它的第一个四年制文学学士学位，并于1905年搬至現今距圣路易斯市6英里远的校区。
1976年，校董事会为了将校名與其他二十余所含有「华盛顿」字样的大学區分，在校名后添加了学校所在城市「in St. Louis」作为后缀。尽管官方的信头名为圣路易斯华盛顿大学「Washington University in St. Louis」，学校的法人名字为华盛顿大学「The Washington University」。其他常用的昵称有「Wash. U.」和「WU」，两个名字都由学校名称的开头字母演化而来。

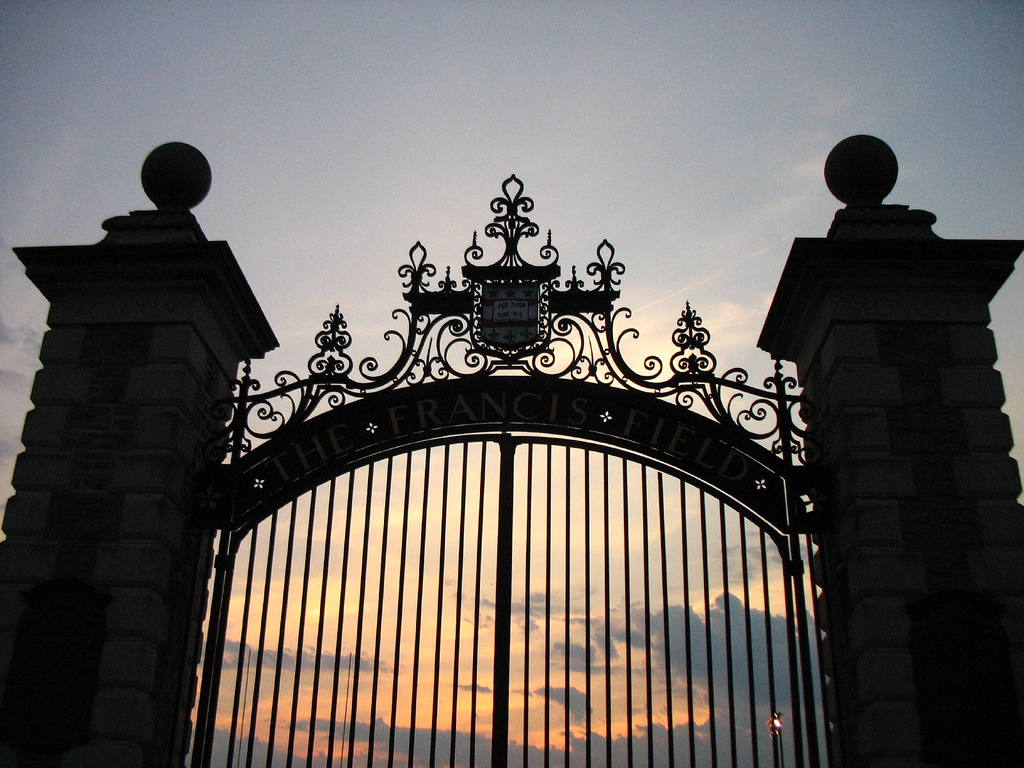
弗朗西斯奥林匹克体育场的大门，此地曾为1904年夏季奥林匹克运动会举办地

## 校园
圣路易斯华盛顿大学有四个校区：
- 丹佛斯校区（Danforth Campus）：大学的主体，容纳
  - 文理学院
  - 工程学院
  - 建筑学和城市设计学院
  - Sam Fox 艺术学院
  - 乔治·渥伦·布朗 社工学院
  - Olin商学院
  - 法学院
- 西校区：学校档案馆以及会议中心
- 北校区：后勤管理机构
- 医学院校区：华盛顿大学医学院所在地，在圣路易斯市Central West End地区
- 大学还有一个「Tyson」研究区，位于圣路易斯以西「Meramec」河畔。

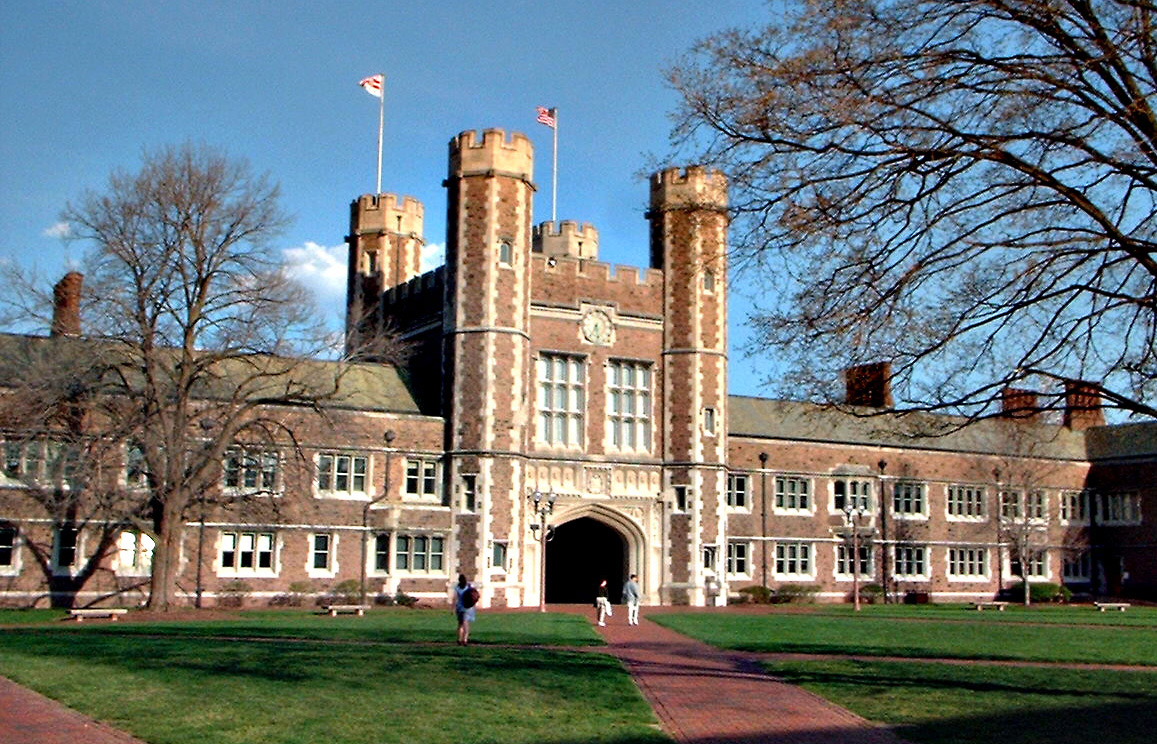
布鲁金斯楼（Brookings Hall）

圣路易斯华盛顿大学分为四个校区：丹佛斯（（Danforth Campus）校区、医学院校区、西校区、北校区、和泰森研究中心。丹佛校区的学院有：文科学院、SAM FOX设计和视觉艺术学院（包括艺术学院和建筑学院）、Olin商学院、工程学院、大学学院、法学院、乔治沃伦布朗社会工作学院、艺术学院。医学院校区则含有医学院。自1992年，圣路易斯华盛顿大学曾多次被挑选为总统辩论和副总统辩论的主持学校。1992年，2000年，2004年，该校主持了总统辩论。2008年10月2日，该校迎来了副总统辩论。2007年，圣路易斯华盛顿大学收到了22428份入学申请书。该年录取率仅为19%，多于90%的大学新生在高中排名为年级前10%。2011年圣路易斯华盛顿大学收到28826份入学申请书，录取率只有15.4%，创下历史新低。2006年该校录取的国家优秀学者数量全美排名第4，私立大学排名第2。2012上海交通大学全球大学排名将圣路易斯华盛顿大学排列在全球第31位。

## 学术
华盛顿大学包括7个研究生和本科生院，涵盖大部分的学术领域。其医学院闻名于世，是美国最好的前5所医学院之一，与哈佛大学和约翰·霍普金斯大学齐名。其理工商法文等各科实力也均十分杰出。
历史上共有25位和圣路易斯华盛顿大学有关的师生获得诺贝尔奖，其中包括1927年物理学奖获得者阿瑟·康普顿以及1993年经济学奖获得者道格拉斯·诺斯。

### 排名和声誉
- 研究院中，「乔治·渥倫·布朗社工学院」一直为全美社工学院之首。聖路易华盛顿大学医学院也与约翰霍普金斯大学及哈佛大学医学院并称「美国三大医学院」。
- 2008年在「Design Intelligence」的排名中，建筑学和城市设计学院名列全美第6。[18]
- 2013年在「Bloomberg Business Week」的排名中，奧林商學院本科教育名列全美第4[19]。
- 2021年在QS世界大學排名中，聖路易華盛頓大學在世界大學中排名第105。
- 2021年在泰晤士高等教育大學排名中，聖路易華盛頓大學在世界大學中排名第50。
- 2020年在世界大學學術排名中，聖路易華盛頓大學在世界大學中排名第23。
- 2021年在美國新聞與世界報導世界大學排名中，聖路易華盛頓大學在世界大學中排名第33。

## 住宿
75%的本科学生住在校园里。大部分宿舍座落在南40宿舍区，这个名字的由来是因为它在Danforth校园的南侧且大小差不多为40英亩（约160，000平方米）。所有的大一学生宿舍和一些高年级宿舍都坐落在南40宿舍区。另一个学生宿舍区Village,坐落在Danforth校园的西北角。只对高年级学生和January学者开放。

## 知名校友
- 田纳西·威廉姆斯美国剧作家
- 吴家玮香港科技大学创校校长
- 陈章良广西壮族自治区副主席、原中国农业大学校长
- 丹尼尔·那森斯1954年诺贝尔生理学或医学奖获得者
- 吴汝康中国古人类学创始人，中国科学院院士
- 全美最大租车行——企業租車「Enterprise Rent-A-Car」公司创始人Jack C. Taylor
- 台北101大楼设计者王重平「C.P. Wang」

诺贝尔物理奖获得者
- 阿瑟H康普顿（1892年至1962年），1927年获诺贝尔物理学奖。他曾领导过曼哈顿工程，1945－1953年任圣路易斯华盛顿大学第9任校长。

诺贝尔化学奖获得者
- Luis F. Leloir：研究乳糖的制造，发现了糖核苷，因研究复杂糖类分解成简单碳水化合物的过程而获得1970年诺贝尔化学奖。
- Paul Berg：因研究出DNA（脱氧核糖核酸）重组体技术获1980年诺贝尔化学奖。
- Aaron Ciechanover：发现了泛素调节的蛋白质降解获2004年诺贝尔化学奖。

诺贝尔经济学奖获得者
- 1993诺贝尔经济学奖获得者：Douglass C. North　从1983年至今在圣路易斯华盛顿大学艺术与科学学院任教，

诺贝尔生物医学奖获得者
- 1943诺贝尔生物医学奖获得者：Edward A. Doisy（1893-1986），圣路易斯华盛顿大学医学院1919-1923年。
- 1944诺贝尔生物医学奖获得者：约瑟夫厄兰格（1874-1965），在圣路易斯华盛顿大学生理学系1910-1946年。
- 1944诺贝尔生物医学奖获得者：赫伯特加塞尔（1888年至1963年），在圣路易斯华盛顿大学医学院1916-1931年。
- 1947诺贝尔生物医学奖获得者：*Carl F. Cori（1896-1984），在圣路易斯华盛顿大学医学院医学院工作31年，至1984年去世。
- 1947诺贝尔生物医学奖获得者：*Gerty T. Cori（1896-1957），1931-1957年在圣路易斯华盛顿大学医学院。
- 1959诺贝尔生物医学奖获得者：阿瑟科恩伯格，医学院微生物学系主任1952-1959年。
- 1959诺贝尔生物医学奖获得者：Severo Ochoa，圣路易斯华盛顿大学医学系1940-1942年。
- 1969诺贝尔生物医学奖获得者：Alfred Hershey（1908-1997），圣路易斯华盛顿大学医学院1934年至1950年。
- 1971诺贝尔生物医学奖获得者：Earl Sutherland（1915-1974），圣路易斯华盛顿大学医学院1945-1953年。
- 1974诺贝尔生物医学奖获得者：Christian de Duve，圣路易斯华盛顿大学医学系1946-1947。
- 1978诺贝尔生物医学奖获得者：Daniel Nathans（1928-1999)，圣路易斯华盛顿大学博士。
- 1978诺贝尔生物医学奖获得者：汉密尔顿澳史密斯，华盛顿大学医学院1956-1957年。
- 1980诺贝尔生物医学奖获得者：George D. Snell圣路易斯华盛顿大学艺术与科学学院1933-1934年。
- 1986诺贝尔生物医学奖获得者：*Stanley Cohen，圣路易斯华盛顿大学艺术与科学学院1953-1959年。
- 1986诺贝尔生物医学奖获得者：*丽塔列维-蒙塔尔奇尼，圣路易斯华盛顿大学艺术与科学学院，1948年至今。
- 1992诺贝尔生物医学奖获得者：Edwin G. Krebs，圣路易斯华盛顿大学1945-1948年生物化学研究员。
- 1998诺贝尔生物医学奖获得者：Robert F. Furchgott，圣路易斯华盛顿大学医学院1949-1956年。

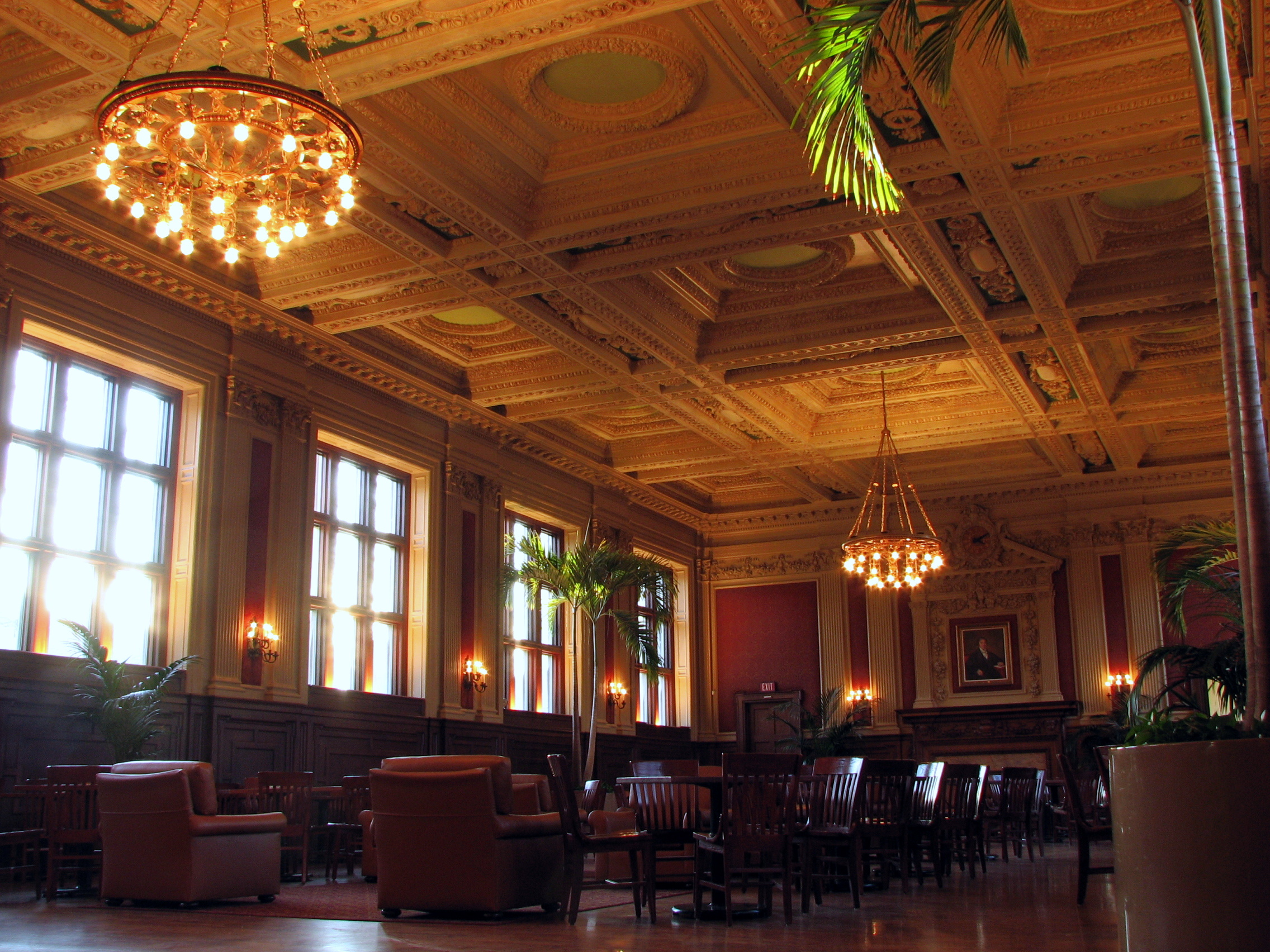
Holmes大厅，为学生们课间休息的理想地点

## 知名教授
- 阿瑟·康普顿曽因发现康普顿效应而获得1927年诺贝尔物理学奖
- 道格拉斯·诺斯1993年诺贝尔经济学奖获得者

知名华人教授
- Frank C.P. Yin美国生物医学工程协会「AIMBE」创始人之一，1997年在华盛顿大学创办生物医学工程系，并一直担任系主任至今
- 饶毅中国知名生物学家，北京大学终身讲席教授、生命科学学院院长，1994-2004年在华盛顿医学院解剖学与神经生物学系任教